# Modesto (California)
Modesto, ufficialmente denominata City of Modesto (Città di Modesto), è il capoluogo e la città più grande della contea di Stanislaus, California, Stati Uniti. Con una popolazione di circa 201 165 abitanti al censimento del 2010, è la diciottesima città più grande dello stato della California e fa parte dell'area statistica combinata di San Jose-San Francisco-Oakland.
Modesto è situata nella Central Valley, a 109 km a sud di Sacramento e 140 km a nord di Fresno. La distanza dalle altre località sono 64 km a nord di Merced, 148 km a est di San Francisco, 106 km a ovest del parco nazionale di Yosemite e 39 km a sud di Stockton. Modesto è stata premiata come Tree City USA in numerose occasioni.
La città è circondata da terreni agricoli. La contea di Stanislaus è al sesto posto tra le contee della California nella produzione agricola ed è sede della Gallo Family Winery, la più grande azienda vinicola a conduzione famigliare negli Stati Uniti.

## Geografia fisica
Secondo l'Ufficio del censimento degli Stati Uniti, ha una superficie totale di 37,10 mi² (96,09 km²).

## Storia
La città di Modesto era originariamente una fermata della ferrovia che collegava Sacramento a Los Angeles. Quando Modesto fu fondata nel 1870, doveva essere chiamata Ralston in onore del finanziere William C. Ralston. La modestia di Ralston lo spinse a chiedere che fosse trovato un altro nome, e la città fu chiamata Modesto in riconoscimento della sua modestia.
La popolazione di Modesto superava i 1 000 abitanti nel 1884. La città ha iniziato a crescere grazie alla presenza dei campi di grano e del vicino fiume Tuolumne, importante per la coltivazione del grano, nonché per il suo traffico ferroviario. L'acqua per l'irrigazione proveniva dalle dighe situate ai piedi delle colline, così che venivano irrigati campi di ortaggi, frutta e noci. Nel 1900, la popolazione di Modesto era più di 4 500 abitanti. Durante la seconda guerra mondiale, l'area forniva prodotti in scatola, latte in polvere e uova alle forze armate statunitensi e alle forze alleate. Nei successivi decenni la popolazione di Modesto è cresciuta di circa il due percento all'anno, fino a raggiungere i 100 000 abitanti nel 1980 e superare i 200 000 nel 2001.

## Società

### Evoluzione demografica
Secondo il censimento del 2010, la popolazione era di 201 165 abitanti.

## Amministrazione
Al 2021, il city manager è Joseph Lopez e il sindaco è Sue Zwahlen.

### Gemellaggi
L'organizzazione di volontariato no-profit Modesto Sister Cities International promuove amicizia e fratellanza tra le nazioni promuovendo programmi di gemellaggio; al 2020 Modesto è gemellata con 7 città:
- Vernon, dal 1983;
- Chmel'nyc'kyj, dal 1987;
- Kurume, dal 1992;
- Vijayawada, dal 1993;
- Aguascalientes, dal 1995;
- Laval, dal 2011;
- Mengzi, dal 2011.